# Histoire du chemin de fer en Amérique centrale
LHistoire du chemin de fer en Amérique centrale a débuté très tôt par une étape symboliquement importante, la mise en service du Chemin de fer du Panama en 1855. Celle-ci n'étant suivie par ses équivalents costaricains, guatémaltèques et nicaraguayens qu'avec plusieurs décennies de retard, en raison de difficultés financières qui se sont ajoutées aux difficultés techniques
, les projets ont attiré des investisseurs de plusieurs pays européens et des États-Unis, attirés par l'intérêt d'une liaison entre les deux océans. 
Les chemins de fer du Costa Rica et du Guatemala ne seront finalement achevés qu'au XXe siècle, l'investisseur américain Minor Keith passant du premier au second en fonction de ses investissements aussi dans les plantations de bananes,. Celui du Nicaragua n'a jamais entièrement relié les deux océans, malgré l'ancienneté du projet.

## Le Chemin de fer du Panama
La construction du Chemin de fer du Panama n'a pris que six ans mais fut précédée de nombreux projets pendant un quart de siècle. Entre 1827 et 1829, une étude commandée par Simón Bolívar, président de Grande Colombie, démontre qu'une  ligne de chemin de fer entre Chagres, sur la rivière du même nom, et la ville de Panama est faisable.
Une autre étude est commandée en 1836, Andrew Jackson, président des États-Unis d'Amérique, qui veut protéger les intérêts des Américains transitant entre les deux océans, en particulier ceux vivant dans la région de l'Oregon. Les États-Unis créent alors une société pour construire un chemin de fer franchissant l'isthme, qui est rapidement victime de la panique de 1837 et en 1838, c'est une entreprise française qui reçoit la concession d'une liaison par route, par fer ou par voie d'eau à travers l'isthme mais capote, faute de fonds et de technologie appropriée.
Dans les années 1840, William H. Aspinwall,  propriétaire de la concession de bateaux à vapeur du Pacifique enregistre à New York la compagnie Panama Railroad Company, qui dote d'un million de dollars et profite de la découverte d'or en Californie en janvier 1848, avec sa ruée d'émigrants souhaitant traverser l'isthme de Panama. En mai 1850 débute la construction, dans la jungle marécageuse, sous les pluies torrentielles  et une chaleur étouffante. Il faut parfois accumuler plus de 30 m de remblai afin d'obtenir une assise correcte pour la voie.
En novembre 1851, alors que le million de dollars était presque épuisé, et qu'il restait plus de 60 km  à construire, un millier de passagers furent forcés de s'abriter dans la baie Limón, au nord de l'isthme, afin d'échapper à un ouragan dans la mer des Caraïbes.  Le chemin de fer étant déjà achevé sur 11 km, jusqu'à la ville de Gatún sur le río Chagres, ils acceptèrent de payer une fortune pour passer vers cette rivière, menant vers le Pacifique.  En janvier 1854, les travaux  atteignirent enfin la très convoitée ligne de partage des eaux entre l'Atlantique et le Pacifique et purent s'achever l'année suivante pour une liaison ferroviaire complète.

## Les premiers rails en 1854 auCosta Rica
Dès 1826-1827, l'inventeur gallois Richard Trevithick proposa la construction d'une voie ferrée au Costa Rica, entre Limon, sur la côte caraïbe, et le port de Puntarenas, sur l'autre versant, en passant par San José, ainsi que des embranchements vers des sites miniers,.
Une première et très courte voie ferrée construite dès 1854-1855 entre Puntarenas et Barranca par le consul britannique Richard Farrer, un ingénieur des mines qui s'est reconverti dans l'exploitation du café, avec l'aide de son ami Juan Rafael Mora Porras, président du Costa Rica depuis 1849. Les mules tirent des wagons pleins de café à la vitesse de 2 miles à l'heure mais le trafic est très limité. La voie s'étend sur neuf miles, de Puntarenas jusqu'à la ferme de Richard Farrer, et son coût est évalué à 70 000 ou même 80 000 dollars de l'époque.

## Les projets au Nicaragua
Les premiers projets de construction de chemins de fer au Nicaragua ont été envisagés dans les années 1860. En 1863, le Nicaragua accorde le premier contrat pour la construction d’un chemin de fer. En 1866, la Nicaraguan Railway Company fut fondée.  Mais il faudra attendre 1873, pour le gouvernement signe des contrats avec la société JE Hollembeck & Co, chargée de la construction d'une ligne entre Managua et Grenade, et avec Enrique Meiggs Keith pour une ligne de Corinto à León. Cependant, il n'y eut pas de résultats pratiques à ces contrats, la construction ne commençant pas.

## Les projets puis la construction au Costa Rica
L'ingénieur allemand Franz Kurtze, investi depuis 1848 dans la recherche sur les volcans du Costa Rica, a travaillé comme ingénieur et architecte à Heredia, la troisième ville du pays. Envoyé du gouvernement costaricien, il signa en 1866  un contrat avec une société américaine, la John C. Frémont and Co, du célèbre explorateur et politicien américain John C. Frémont, général de la guerre de Sécession, pour établir un chemin de fer interocéanique entre Limon et Caldera. La société concessionnaire, établie à New York, promet au Costa Rica les 60 millions de francs  nécessaires à la construction. Le négociant allemand Edward Delius a souhaité lui procurer une main-d'œuvre allemande qualifiée et un financement renforcé par les obligations d'État prussiennes, en échange d'un emplacement de choix pour une base navale allemande dans la région.
Le projet de Chemin de fer du Costa Rica est aussi examiné en 1868 par le britannique Edmund Wragge, ingénieur des travaux publics, mais le 9 janvier 1869, le gouvernement du Costa Rica signa un nouveau contrat ferroviaire avec Edward Reilly,  associé à Alexander Hay, William H. McCartney, et David Vickers dans une autre firme des États-Unis, qui crée la "Railway Company of Costa Rica", au capital de 10 millions de dollars.
Faute d'avancée pratique des travaux, le gouvernement du général Tomás Guardia Gutiérrez, arrivé au pouvoir à la suite d'un coup d'État en avril 1870 décide de reprendre la main et accorde finalement un contrat  à un troisième entrepreneur américain, Henry Meiggs, qui avait quitté San Francisco, le 6 octobre 1854,  à la suite d'une fraude financière après y avoir fait fortune dans le bois de charpente et les infrastructures portuaires,  puis construit la deuxième ligne chemin de fer au Chili, entre Santiago et Valparaiso. 
La concession prévoit la construction de deux lignes, chacune partant d'un océan et devant se rencontrer à mi-parcours, alors qu'il aurait été beaucoup plus logique de dérouler une seule voie, exclusivement au départ de Limon afin de profiter des rails posés pour acheminer les matériaux de construction, au fur et à mesure de l'avancement des travaux. Tomás Guardia Gutiérrez reçut 100 000 livres sterling de la part de Meiggs, qui transféra le contrat à son neveu Henry Meiggs Keith. Le frère d'Henry Meiggs Keith, le futur homme d'affaires et industriel américain Minor Keith, récupéra de son côté l'autre partie de la ligne, partant de l'autre océan.  Il sera ensuite actif aussi dans les chemins de fer du Guatemala. Âgé de 23 ans il est chargé par son oncle d'engager la main-d'œuvre nécessaire à la construction du chemin de fer. et fait planter de nombreux bananiers en bordure du chemin de fer dans le but de nourrir les travailleurs participant à la construction de la ligne de chemin de fer.
En 1871, la construction du chemin de fer d'Alajuela à Lim Portoricain, via San José, sur la côte des Caraïbes, débute enfin.  Début 1873 est achevé un premier et court tronçon de chemin de fer, sur la partie centrale,  la plus facile, reliant San José  à Alajuela, capitale de la province d'Alajuela et du canton d'Alajuela. Il sera prolongé plus tard jusqu'à Cartago Costa. Les matériels et l'équipement sont apportés  du port de Puntarenas par des chariots tiré par des bœufs, sur la piste qui servait depuis les années 1840 pour la caféiculture. En raison d'un manque de finances et des obstacles naturels, la construction des sections restantes a été retardée puis stoppée.
Keith fit venir en tout 4 000 travailleurs de Jamaïque et de Chine pour la main d’œuvre, qui se révoltèrent en janvier 1874, car on les obligeait à travailler sous la pluie.  La partie occidentale, dite « Ligne de l’Atlantique », fut principalement construite entre 1877 et 1890 au milieu de la forêt, à travers une topographie fort accidentée, les pluies et les maladies (malaria, fièvre jaune et dysenterie), qui n'ont pas épargné la main d'œuvre immigrée.
Henry Meiggs Keith insista pour utiliser des travailleurs «noirs» pour défricher la forêt et construire les voies ferrées et en 1872, le premier groupe de Jamaïcains entra dans le pays: le 20 janvier, le Lizzie, amène au port de Limón 123 ouvriers qui fuient la crise de l'emploi en Jamaïque. Après un an, ils sont déjà un millier. Leurs descendants deviendront les principaux habitants de la région de Limon au Costa Rica, appelés les  "Afro-Costa Ricans". 
La crise bancaire de mai 1873 en Europe traverse l'océan et devient panique du 18 septembre 1873, aux États-Unis quand Wall Street ferme pour dix jours et  89 compagnies de chemin de fer américaines sur 364 cessent d'investir.
En novembre 1873, Henry M. Keith arrêta la construction une première fois car les fonds s'étaient épuisés malgré  deux emprunts en Grande-Bretagne pour 3,4 millions de sterling, dont seul 1,16 million arriva effectivement étant donné l'inexpérience du pays en matière de finances internationales. Le service de la dette fut suspendu, une première fois, en 1874, et un arrangement définitif avec les créanciers ne pourra être trouvé qu'en 1910.  Henry M. Keith quitte le pays mais Minor Keith, lui, décide de rester. Il a dans l'idée de créer un commerce de bananes le long du chemin de fer. 
En 1882, le gouvernement du Costa Rica manque de fonds pour payer la construction du chemin de fer car il ne peut plus remplir ses obligations envers les banques londoniennes auxquelles il avait emprunté. Keith a réussi à récolter lui-même 1,2 million de livres sterling auprès des banques et des investisseurs privés et a négocié une réduction de l'intérêt sur l'argent précédemment prêté au Costa Rica, de 7% à 2,5%. En échange, le gouvernement du président Próspero Fernández Oreamuno a noué avec lui une entente : si Minor Keith construit le chemin de fer à son compte le gouvernement lui donnera des terres et la possibilité d'exploiter le chemin de fer pour exporter la production de banane après sa construction. Keith obtient du gouvernement costaricien,  lors de cet accord de 1882, plus de 3 000 km2 de terres exemptes de taxes et le droit d'exploiter le chemin de fer entre San José et Puerto Limon librement sur une période de 99 ans. En 1883, Keith a épousé la petite-nièce du président Fernández et son neveu Rafael Iglesias Castro sera deux fois président du Costa Rica (1894-1898, 1898-1902).
Mais en 1888 le réseau passe à la Northern Railway Co, car Minor Keith a décidé de s'investir entièrement dans la banane, via la United Fruit, qui a connu des succès en Jamaïque et se développe au Guatemala. En 1890, le chemin de fer du Costa Rica traverse une crise financière, qui force ses employés à s'embaucher dans l'agriculture. 
La « Ligne du Pacifique », la plus accidentée et la plus difficile, ne sera finalement construite qu'entre 1904 et 1910 permettant enfin la réalisation du chemin de fer transcontinental. Dès 1897 le gouvernement costaricain a voulu accélérer les choses du côté de la ligne de l'Atlantique entre San José et le port de Puntarenas, accordant le contrat pour sa réalisation à l'entrepreneur américain de chemin de fer John S. Casement. 

Chemin de fer du Costa Rica (interactive version)

## En 1876, le chemin de fer du Guatemala commence à être déployé
En 1876, la construction du premier Chemin de fer du Guatemala a commencé. C'est un grand projet du général Justo Rufino Barrios, arrivé au pouvoir en 1871 par le biais d'un coup d'État et qui veut développer la caféiculture à grande échelle. La première section connecte en 1880 San José (Guatemala), sur la côte pacifique, et Escuintla (Guatemala), où le Français Oscar du Teil, décédé l'année précédente, avait planté 110 000 caféiers de 1856 à 1859,. Elle est prolongée jusqu'à Guatemala City en 1884, mais l'autre ligne, menant au port atlantique de  Puerto Barrios, connue à l'origine comme chemin de fer du Nord du Guatemala ne sera achevée qu'en 1908.
Le capital guatémaltèque s'est cependant  asséché en cours de construction de la première ligne, vers la côte Pacifique. Les Allemands s'étant intéressés jusque là au chemin de fer du Costa Rica, le diplomate allemand Von Erckert a rapporté que le nouveau gouvernement du Guatemala a préféré que le capital allemand complète afin de finir les travaux sans trop tarder. 
En 1883, Justo Rufino Barrios, a aussi souhaité relier Guatemala City à un port de la côte atlantique par le biais d'un chemin de fer afin de transporter le café produit par ses propres haciendas et ceux de ses partenaires libéraux. Le 4 août 1883, il a publié un décret stipulant qu'une personne ayant un salaire de plus de 4 pesos par mois devrait payer 4 pesos par an sur une durée de 10 ans pour financer le chemin de fer, mais après son décès lors de la bataille de Chalchuapa en 1885, ce plan fut oublié par son successeur, le général Manuel Lisandro Barillas. Ce n'est qu'en 1892, que ce projet de chemin de fer a été repris José María Reyna Barrios, arrivé au pouvoir. Le 19 juillet 1895, il décidé qu'une ville devait être fondée entre les rivières Escondido et Estrecho, baptisée Puerto Barrios.  
Parallèlement, dans les années 1880, la Boston Fruit Company, future United Fruit Company, recherche des lieux pour cultiver des bananes en Amérique latine et dans la Caraïbe, mais ne s'implante pas tout de suite au Guatemala. En 1885, la société détenait déjà 40 000 acres de bananeraies réparties dans 35 plantations, et des ports bananiers en eau profonde en Jamaïque à Port Antonio et Port Morant. En 1889, son président Andrew Preston trouve un accord avec Minor Keith, actif aussi dans les chemins de fer du Costa Rica, pour progressivement fusionner leurs deux entreprises et créer la United Fruit Company.
En 1901, le dictateur guatémaltèque Manuel José Estrada Cabrera place le Guatemala sous la tutelle américaine, pour le moderniser.  La même année, Minor Keith y implanta la United Fruit Company et fonda la « Guatemalan Railroad Company », dotée d'un contrat de 99 ans pour la construction et la maintenance du chemin de fer reliant la ville de Ciudad de Guatemala à Puerto Barrios, sur la côte atlantique. 
En 1908,  la United Fruit Company a acheté aussi le principal port, situé à Puerto Barrios. Elle décide de renforcer son activité en mettant en service ce qui devient le second chemin de fer interocéanique en Amérique centrale, qui ne commença à fonctionner qu'en 1908 entre Puerto San José et Puerto Barrios au Guatemala. La ligne, rentable pour l'activité fruitière, cessera son service passager à Puerto San José, quatre-vingts ans plus tard, en 1989. La valeur de la United Fruit Company passe de 11 millions de dollars en 1900 à plus de 215 millions de dollars dans les années 1930, en  incorporant vingt autres firmes rivales. En 1911 elle a acheté l'Atlantic Fruit Company, sa principale concurrente, tombée en faillite. 
Le nom IRCA (International Railway of Central America) a été adopté le 9 avril 1912, quand  Minor Keith  est devenu l'un des principaux actionnaires de la United Fruit Company car il a acquis les actions de Thomas H. Hubbard et les autres lignes ferroviaires du Guatemala. En avril 1913, la première grève de l'histoire du Guatemala a éclaté, menée par des cheminots qui réclamaient de meilleurs salaires. L'entreprise a été contrainte de réviser les effectifs et d'accorder certaines augmentations de salaire.
À son apogée, le réseau guatémaltèque aura 800 km de long, avec une largeur de voie de 914 mm, la plus large d'Amérique centrale, sans aucune connexion avec les pays voisins à l'exception de la ligne reliant Zacapa à El Salvador via Chiquimula. À partir de 1912, le transport des bananes constituait la base principale du transport de marchandises. L'IRCA ( International Railway of Central America) exploitait environ 600 km de lignes. En 1933, l'IRCA et la United Fruit Company, ont conclu un accord pour les coûts du transport de la banane mais en 1945 l'UFC a arrêté les plantations de bananes, dont la propriété est revenue à l'état. À partir de 1950, des locomotives diesel à huit essieux de General Electric ont été introduites, mais les dernières locomotives à vapeur ont continué pendant encore 30 ans.

Ancienne ligne du Guatemala reliant les deux océans (interactive version)

## Années  1880, le chemin de fer  du Nicaragua entre en service partiellement
Mis en construction avec du retard, comme dans les autres pays, le projet de chemin de fer au Nicaragua avait pour lui l'atout de l'importance du lac Managua, au centre du pays, qui permettait dans un premier temps de coupler navigation sur le lac et transport ferroviaire. 
En 1876, le président Pedro Joaquín Chamorro Alfaro a promulgué un décret demandant la construction d'un chemin de fer entre Corinto via Chinandega et León et le port le plus proche du lac Managua (plus tard division occidentale ). Le chemin de fer serait relié à la capitale par des bateaux à vapeur. Une autre section de chemin de fer (plus tard division orientale ) devrait être construite de Managua à Grenade via Masaya ou le long de la rivière Tipitapa. Les travaux de la division occidentale commencèrent en 1878. La première section des voies ferrées à être construite reliait le port de Corinto à Chinandega, qui vit arriver pour la première fois en 1880 une locomotive à vapeur. En six ans, le chemin de fer relia Chinandega aux villes de Leon, Managua, Masaya et Granada (Nicaragua).
Le tronçon - Corinto à Chinadega - fut achevé et mis en service le 10 mars 1882. La construction continua et en 1883, le chemin de fer atteignit la ville de León et León Viejo, une colonie sur la rive du lac de Managua. Une nouvelle ville, Puerto Momotombo, a été inaugurée en 1884 pour desservir le port et la station de transbordement. La division ouest avait 93 km de la ligne principale plus 3,5 km / 5,6 km de lignes secondaires.
La construction de la division Est a commencé au Nicaragua en 1883. En 1884, la ligne a atteint Masaya et la construction a été achevée en 1886 à Grenade. La division comptait 31 milles / 49,9 km de ligne principale, plus 2,2 km de lignes secondaires.
La construction du et l'achèvement du Chemin de fer transcontinental du Nicaragua a marqué la première époque de l’essor de la banane et le déclin des plantations de coton. Le chemin de fer a aussi permis l'exportation plus facile de la caféiculture d'Amérique centrale, en particulier celle du Nicaragua.
La division centrale, reliant les divisions occidentale et orientale entre La Paz Vieja et Managua, a été construite de 1900 à 1902. Cela a rendu obsolète la connexion de bateau à vapeur à travers le lac de Managua et la branche à Puerto Momotombo a été abandonnée en 1903
. Il était prévu d'étendre le réseau à la côte atlantique. Un contrat a été signé en 1903. La ligne aurait dû s'étendre sur 288 km de San Miguelito (un port au lac Nicaragua ) à travers un terrain difficile jusqu'à Monkey Point sur la côte des Caraïbes. En 1909, après avoir construit environ 16 km de pistes, les travaux s'arrêtèrent et ne reprirent jamais. Les chemins de fer nicaraguayens n'ont jamais relié les deux côtes.